# Club de Yates de Cottage Park
El Club de Yates de Cottage Park (Cottage Park Yacht Club en idioma inglés y oficialmente) es un club náutico ubicado en Winthrop (Massachusetts), Estados Unidos. 

## Historia
Fue fundado en 1902 cuando el servicio de transbordador entre Boston y el Hotel Cottage Park de Winthrop se suspendió, y un grupo de empresarios locales compró el malecón abandonado para instalar allí un club. Se fueron ampliando las instalaciones y la actual sede social se completó en 1928.
En 1963 ganó el Campeonato Mundial de Star con Joseph Duplin y Francis Dolan, y en 2007 el Mundial de Snipe con  Tomás Hornos y Enrique Quintero. 